# روان بيكوك
روان بيكوك (بالإنجليزية: Rowan Peacock)‏ هو دراج جنوب أفريقي، ولد في 31 أكتوبر 1939 في كيب تاون في جنوب أفريقيا.

## وصلات خارجية
- روان بيكوك على موقع أوليمبيديا (الإنجليزية)